# 世界一長い5分間
『世界一長い5分間』（せかいいちながいごふんかん）は、日本一ソフトウェアより2016年7月28日に発売されたPlayStation Vita用ゲームソフト。
2018年2月14日にはSteamにて英語・日本語に両対応したMicrosoft Windows 10/8.1/7用『The Longest Five Minutes / 世界一長い5分間』の販売が開始された。
2018年4月26日にはNintendo Switch版の配信が開始された。

## 概要
日本一ソフトウェアと『奴は四天王の中で最も金持ち』『彼女は最後にそう言った』などのスマートフォン向けゲームを代表作に持つクリエイター集団・SYUPRO-DXのコラボレーションによる完全新規IPタイトル。
レトロゲームをイメージしたビジュアルと、「記憶」をキーとしたRPGとアドベンチャーゲームを組み合わせた独自のゲームシステムを特徴としている。

## ストーリー
気が付くと、そこは魔王（？）の目の前でした…
目の前に立ちはだかるのは魔王…と仲間は呼んでいる。なぜ、僕はこんなところに……
ダメだ、何も思い出せない！！
思い出はRPGの中に――
冒険を思い返し、本来の勇者としての自分を取り戻せ！(魔王と

ゲームシステム

## 登場キャラクター

### パーティーキャラクター
バック＝フラッシュバック
本作の主人公。17歳。魔王を倒すため、3人の幼なじみとともに故郷を旅だった勇者。
魔王との決戦の最中、それまでの冒険の思い出を忘れてしまう。父親がうっかり物で、母親はしっかり者。
名前の由来は「フラッシュバック」。
リーゼント＝ナイトフィーバー
由緒正しき魔法使いの一族に生まれた吟遊詩人を目指す金髪の青年。左利き。
口は悪く喧嘩っ早いが、情に厚くお人好し。
名前の由来は映画「サタデーナイトフィーバー」。
ヨツバ＝シロツメクサ
引っ込み思案だが、心優しい僧侶。水色の髪と青いリボンが特徴。
必殺技は「マーメイド・トリビュート」。
ユズ＝ナナコロビ
明るく元気いっぱいの格闘家の少女。ポニーテールとチャイナドレスが特徴。
名前の由来は柑橘類の「ユズ」とことわざ「七転び八起き」。
ヤナギ＝ムサシボウ
名前の由来は「武蔵坊弁慶」。
クロエ＝フウウンジ
あふれんばかりの才能を持ち、若くして実力を認められた魔学者。本を読むのが大好きで、暇さえあればいつも活字を追っている。
名前の由来は「風雲児」。
コグレ＝ヒューマッハ
温泉が大好きで怖がりな忍者。

### 敵キャラクター
魔王
バック達が今戦っている敵。

### その他
ファズ=ハートブレイクス
バック達の幼馴染み。
名前の由来は「ハートブレイク」。
ハル・エヴァーグリーン
バック達の幼馴染み。

## プロモーション
世界一長い5分間 〜ざんねんながら ぼうけんの おもいでは きえてしまいました〜
本作品のプロモーションを目的とした情報バラエティ番組。
ニコニコ動画およびYouTubeの「日本一チャンネル」にて配信。2016年7月21日より開始。全3回予定。
MCは椿姫彩菜とマフィア梶田、ナレーションは後藤ヒロキ。